# 默盧雷尼鄉
45°4′N 24°26′E / 45.067°N 24.433°E
默盧雷尼鄉（羅馬尼亞語：Comuna Mălureni, Argeș），是羅馬尼亞的鄉份，位於該國中南部，由阿爾傑什縣負責管轄，面積107平方公里，海拔高度369米，2007年人口4,458，人口密度每平方公里42人。